# اریک واندنابیل
اریک واندنابیل (انگلیسی: Éric Vandenabeele؛ زادهٔ ۱۶ دسامبر ۱۹۹۱) بازیکن فوتبال اهل فرانسه است.